# Murder in Suburbia
Murder in Suburbia was een Britse detectiveserie van ITV met twaalf afleveringen in de  jaren 2004 en 2005.
De serie speelt zich af in de denkbeeldige Engelse stad Middleford. Caroline Catz als Detective Inspector Kate Ashurst ("Ash"), Lisa Faulkner als Detective Sergeant Emma Scribbins ("Scribbs") en Jeremy Sheffield als Detective Chief Inspector Sullivan, proberen de hen toegewezen misdaadzaken op te lossen.